# Alhan, Ereğli
Alhan là một xã thuộc huyện Ereğli, tỉnh Konya, Thổ Nhĩ Kỳ. Dân số thời điểm năm 2011 là 1.283 người.